# Zéró óra (Csillagkapu)

## Ismertető
| Figyelem: Itt a Csillagkapu 8. évadjának cselekményét vagy a végkifejletet is olvashatod. |

Jack O'Neill tábornok reggel megérkezik a Csillagkapu Parancsnokságra ahol Walter Harriman üdvözli őt, és tájékoztatja az idő beosztásáról. Miután az alap biztonságáról beszélt egy emberrel, O'Neill belép az irodájába, ahol üdvözli az új adminisztrációs tanácsadóját Mark Gilmornt. Később Gilmorn egy gyanús telefonhívást intéz valahova, azt mondja, hogy a pozíciójában van és O'Neill nem gyanít semmit.
Később O'Neill összetalálkozik, a CSK-1-gyel és Daniel azt közli vele, hogy felfedeztek egy olyan bolygót, ami azelőtt Anubiszé volt és még Ba'al nem foglalta, így találhatnak rajta értékes dolgokat, de O'Neill csalódást okoz azzal Carternek, hogy nem engedi őket elindítani csak a következő nap.
Ezután O'Neill találkozik Dr. Lee-vel, aki egy olyan idegen növényt mutat neki, ami rendkívül gyorsan fejlődik. Mindazonáltal O'Neillt ez nem nagyon nyűgözi le. Néhány perccel később Jack egy másik világból való diplomatákat, akivel kereskedelmi megállapodásokat akarnak elindítani, bezárja egy szobába, mert állandóan veszekednek. Ezek után O'Neill elkezd írni egy levelet Hammondnak.
Másnap reggel O'Neillt üdvözli Gilmor, aki a legújabb eseményekről tájékoztatja őt. O'Neill elindítja a CSK-1-et és a CSK-3 az Anubisz által elhagyott bolygóra. Ott, amíg a CSK-3 őrzi a csillagkaput, addig a CSK-1 körülnéz, és hirtelen eltűnik egy transzportgyűrűvel. A CSK-3 visszatér a Csillagkapu Parancsnokságra ahol Dr. Lee növénye elkezdett rendkívül gyorsan nőni és egyre nagyobb területet, foglal el, amikor megjelenik Ba'al és azt mondja, hogy nála van a CSK-1 és Camulust kéri cserébe a csapatért.
A következő nap O'Neill Camulussal beszél a cseréről, és mert Camulus nem ad semmit neki, azzal fenyeget, elküldi a kapun keresztül, ezért Camulus egy olyan Ős eszközről mesél amit megtalált de nem tudott használni, az egyik CSK csapat elhozza a bolygóról és kiderül róla, hogy egy ZPM. Ebben a pillanatban elromlik az elektromosság a növény miatt és a tárcsázó, sem működik. Időközben Ba'al kapcsolatba lép velük de O'Neill egyszerűen kigúnyolja őt. Dr. Lee eközben kitalálja, hogy lehet megsemmisíteni a növényt.
Ezután O'Neill tovább írja a levelét Hammond tábornoknak, de visszahívják a kapuszobában, ahol a CSK csapatok köszönetet mondanak neki a tetteiért. Ekkor a CSK-1 aktiválja a kaput, tehát nem Anubisz rabolta el őket, de most Anubisz jaffáival csatáznak. O'Neill kinyitja a kaput nekik és hazatérnek. Mindazonáltal a CSK-1 arról tájékoztatja Jacket, hogy nem találtak semmi értékeset.
A végjátékban, Jacket arról tájékoztatja Carter, hogy az elküldött ZPMet Ba'al fegyverként használhatja ellene, ekkor O'Neill elmondja neki, hogy csak a kiürült ZPMet küldték el. Ezután Gilmort felfedi Jack előtt azt, hogy az elnök parancsára figyelte meg őt.
Az epizód végén Jack O'Neill íróasztalon ott van a felmondólevele. Ahogy a kamera ráközelít, látjuk azt, hogy végére azt írta: Felejtse el!

## Érdekességek
- Amikor a CSK-1 a Földet tárcsázza és kinyílik az írisz, a kapu mögött statikus, álló kék fény látható. Később, mikor Carter, Teal'c és Daniel átjönnek a kapun, a kapu mögött már villódzik a kék fény.